# 鲁道夫·施密特 (化学家)
鲁道夫·施密特（1830年8月5日—1898年2月18日）是一位德国化学家，知名于与阿道夫·威廉·赫尔曼·科尔贝共同发现了科尔贝－施密特反应，并共同合成了玫红酸。